# Benjamín
Benjamín (podle kalendáře s dlouhým í, ale častěji Benjamin) je mužské jméno hebrejského původu: Vzniklo z hebrejského ben-já-mín, což v překladu znamená „Nejmladší milovaný syn“ (doslova „syn pravice“). Zdrobnělina Ben znamená syn.
Obecně se jako benjamínek označuje nejmladší dítě, zvláště chlapec.
V českém občanském kalendáři má svátek 7. prosince.
Ženská, nepříliš častá podoba tohoto jména je Benjamina, k roku 2016 žily v Česku dvě ženy s tímto jménem.

## Domácké podoby
Ben, Benjamínek, Beník, Beníček, Béňa, Beňo

## Statistické údaje

### Pro jméno Benjamín
Následující tabulka uvádí četnost jména v ČR a pořadí mezi mužskými jmény ve srovnání dvou roků, pro které jsou dostupné údaje MV ČR – lze z ní tedy vysledovat trend v užívání tohoto jména:
| Rok       | Četnost  | Pořadí    |
| 1999      | 63       | 422.      |
| 2002      | 72       | 399.      |
| Porovnání | o 9 více | o 23 lépe |
| 2006      | 128      | 449.      |
| 2013      | 266      | 692.      |

Změna procentního zastoupení tohoto jména mezi žijícími muži v ČR (tj. procentní změna se započítáním celkového úbytku mužů v ČR za sledované tři roky 1999-2002) je +15,1%.

### Pro jméno Benjamin
| Rok       | Četnost   | Pořadí    |
| 1999      | 186       | 298.      |
| 2002      | 216       | 281.      |
| Porovnání | o 30 více | o 17 lépe |
| 2006      | 339       | 288.      |
| 2013      | 624       | 488.      |

Změna procentního zastoupení tohoto jména mezi žijícími muži v ČR (tj. procentní změna se započítáním celkového úbytku mužů v ČR za sledované tři roky 1999-2002) je +17,0%.

## Benjamín v jiných jazycích
- Slovensky: Benjamín
- Polsky: Beniamin
- Německy, francouzsky, anglicky: Benjamin
- Italsky: Beniamino
- Maďarsky: Benjámin
- Španělsky: Benjamín
- Rusky: Биньямин(Benjamin)
- Anglicky: Ben

## Známí nositelé jména
- Benjamín (biblická postava) – syn praotce Jákoba a Ráchel
  - Benjamín (kmen) – jeden z dvanácti izraelských kmenů
- Svatý Benjamin
- Ben Affleck – americký herec
- Benjamin Bratt – americký herec
- Benjamin Britten – britský skladatel a dirigent
- Benjamin Franklin – americký státník
- Benjamin Netanjahu – izraelský politik
- Benjamin Péret – francouzský básník
- Antonín Benjamin Svojsík – zakladatel českého skautingu
- Benjamin Tuček – český režisér

## Benjamin jako příjmení
- André Benjamin – afroamerický filmový herec
- Richard Benjamin – americký filmový herec
- Walter Benjamin – německý filosof a teoretik